# Динамо Харків (книга)
«Динамо Харків» — книга вибраних віршів українського письменника та громадського діяча  Сергія Жадана. Видана київським книжковим видавництвом «А-ба-ба-га-ла-ма-га» у 2014 році.
До книги вибраного Сергія Жадана увійшли найвідоміші вірші з усіх попередніх збірок, а також нові, ще не публіковані, поезії. Це найповніше на сьогодні вибране поета.
Книга входить до «Української поетичної антології» (серії поетичних збірок ключових для сучасної української літератури авторів).